# Прыгунов, Лев Георгиевич
Лев Гео́ргиевич Прыгуно́в (род. 23 апреля 1939, Алма-Ата, Казахская ССР, СССР) — советский и российский актёр театра и кино, художник, поэт; народный артист Российской Федерации (2013). Отец режиссёра Романа Прыгунова.

## Биография
Родился 23 апреля 1939 года в Алма-Ате, Казахская ССР. Отец — Георгий Прыгунов, ботаник, естествоиспытатель, участник Великой Отечественной войны, погиб в одиночной экспедиции в 1949 году. Мать — Тамара Николаевна, учитель русского языка и литературы в средней школе, была четырнадцатым ребёнком в многодетной семье. Дед Льва Георгиевича по матери — священник, погиб в 1918 году.
С семи лет под руководством отца Лев учился метко стрелять, а с двенадцати уже ходил на охоту. В юности увлекался ботаникой и орнитологией. После окончания школы два года учился на биологическом факультете Алма-Атинского педагогического института.
В 1962 году окончил Ленинградский институт театра, музыки и кинематографии (курс Т. Г. Сойниковой). В 1963—1964 годах — актёр Центрального детского театра в Москве, затем — Драматического театра им. Станиславского. С 1969 по 1992 год — актёр Театра-студии киноактёра. После играл в антрепризах.
Дружил с Бродским ещё задолго до его отъезда в Америку. После его эмиграции они продолжали переписываться. Во время поездки в США Прыгунов несколько дней гостил у Бродского.
Начал сниматься в кино ещё на третьем курсе ЛГИТМиКа. С 1990-х годов снимался в зарубежных фильмах, преимущественно американских, исполняя роли «русских злодеев». В 2000-е годы много снимался в телесериалах, исполнил главные роли в проектах «Убойная сила-5» (Дорофеев), «Карамболь» (Козырев), «Оружие» (Чубаков), «Девичник» (Алексей Степанович), «Дом на Озёрной» (Михаил Семёнович).
В 2010 году об артисте был снят документальный фильм «Лев Прыгунов. Джеймс Бонд Советского Союза».

## Семья
Дважды женат.
Первая жена — Элеонора Романовна Уманец, погибла в автокатастрофе в Риге в 1977 году.
- Сын — Роман Прыгунов (род. 1969), режиссёр.

- Внучка — Александра (род. 2016). Мать — Анна Александрова, модель.

Вторая жена (с 1986 года) — Ольга (род. 1955), помощник режиссёра.

## Общественная позиция
Позиционирует себя антикоммунистом: «Да надо было ещё в 1917 году его (Ленина) самого куда угодно убрать, а лучше — повесить, расстрелять, уничтожить. Лично я считаю: чудовищнее того, что произошло у нас в стране, не было и нет ни в одном государстве. То, что эта компания устроила с собственным народом, страшнее фашизма в миллион раз!».
В марте 2014 года вместе с другими деятелями науки и культуры выразил своё несогласие с политикой российской власти на востоке Украины и в Крыму.

## Фильмография
- 1962 — Увольнение на берег — Николай Валежников
- 1963 — Утренние поезда — Сева
- 1964 — Они шли на Восток — итальянский солдат Баццоки
- 1964 — Мне двадцать лет — лейтенант Журавлёв, отец Сергея
- 1965 — Дети Дон Кихота — Дима Бондаренко, средний сын, выпускник педтехникума
- 1965 — Иду на грозу — Ричард
- 1966 — Саша-Сашенька — Костя
- 1966 — Туннель — солдат Гриша
- 1968 — Три дня Виктора Чернышёва — Антон
- 1968 — Свадебные колокола — Веня
- 1968 — Поиск — Юра
- 1969 — Сердце Бонивура — Виталий Бонивур
- 1969 — Последняя прядь (короткометражный) — Кравченко
- 1970 — Четверо в вагоне / Chetirimata ot vagona (Болгария)
- 1970 — Шаг с крыши — Глум
- 1970 — Чёртова дюжина — Максим Заруба
- 1970 — Меж высоких хлебов — Дима, инженер
- 1970 — Мой нулевой час / Meine Stunde Null (ГДР) — Митя, сержант
- 1971 — Освобождение — Жан, лётчик полка «Нормандия — Неман»
- 1972 — Пётр Рябинкин — Володя Егоркин, муж Зинаиды
- 1973 — Четвёрка по пению
- 1974 — Второе дыхание — Борис Фалько
- 1974 — Совесть — офицер милиции (нет в титрах)
- 1975 — Пропавшая экспедиция — Казанков
- 1975 — Как закалялась сталь — Файло
- 1975 — Без права на ошибку — Роман Селецкий
- 1976 — Загадочный граф — Сазонов
- 1976 — Стажёр — Сергей Сергеевич
- 1976 — Безотцовщина — Роман Никитич Ивановский
- 1977 — Улыбнись, ровесник! / Soviel Lieder, soviel Worte — Алексей
- 1977 — Ты иногда вспоминай — Волков
- 1977 — Рождённая революцией — Никифоров
- 1977 — Трактир на Пятницкой — Михаил Лавров «Француз», сотрудник уголовного розыска
- 1978 — А у нас была тишина — отец Серёжи
- 1978 — Горы гнева
- 1979 — Выстрел в спину — инспектор Николай Иванович Гуров, капитан милиции
- 1979 — Ищи ветра — Виктор
- 1979 — Опасные друзья — уголовник Юрий Громов
- 1981 — Честный, умный, неженатый… — Артём Дольников (главная роль)
- 1981 — Против течения — Бочкарёв
- 1982 — Без видимых причин — Овчинников
- 1983 — Аукцион — Логунов
- 1983 — Завтра начинается сегодня — Гармаш
- 1983 — Люблю. Жду. Лена — Валерий Аркадьевич
- 1983 — Оставить след — Воробьёв
- 1984 — Блистающий мир — Гратисс
- 1984 — Колье Шарлотты — Парин
- 1984 — Огненные дороги — Фурманов
- 1984 — Право выбора
- 1985 — Битва за Москву — генерал-майор Доватор
- 1985 — Картина — Сергей Лосев, председатель горисполкома
- 1987 — Поражение — лётчик Алексей Иванович Хоботнев
- 1987 — Сад желаний — Кирилл, отец Леры и Томы
- 1988 — Преследование
- 1989 — Родные берега — подполковник Нестеренко
- 1989 — Бейбарс — рыцарь
- 1989 — Криминальный квартет — дядя Лёва, похититель Антона
- 1990 — Исход — Николай Иванович Семёнов
- 1990 — По прозвищу «Зверь» — «Угрюмый»
- 1992 — Сталин — доктор
- 1993 — Падение — Зотов
- 1995 — Дьявольская симфония (США) — барон Жан Октави
- 1995 — Экспресс до Пекина (Канада) — полковник Градский
- 1996 — Полночь в Санкт-Петербурге (США) — полковник Градский
- 1997 — Чёрный океан — Джордж Паластра
- 1997 — Святой / The Saint (США) — генерал Скляров
- 1999 — Опять надо жить — Аркадий, муж Татьяны
- 2001 — Залив страстей
- 2001 — Клетка — Шалевич
- 2002 — К-19 (США) — генерал Иван Вершинин
- 2002 — Мастер шпионажа (США) — Леонид Шебаршин
- 2002 — Одиночество крови — директор
- 2002 — Дронго — Клык
- 2002 — Право на защиту — Кротов
- 2002 — Цена страха / The Sum of All Fears (США) — генерал Сараткин
- 2003 — Оперативный псевдоним — Алексей Иванович Веретнёв
- 2003 — Убойная сила-5 — Дорофеев
- 2003 — В июне 41-го (США, оригинальное название «Горящая земля») — Марчук
- 2003 — Родина ждёт — Посохов
- 2004 — Искушение Титаника — Зосимов
- 2004 — Потерявшие солнце — Матросов
- 2004 — Против течения — эпизод
- 2004 — Слепой — полковник ФСБ Студицкий
- 2004 — Игра на выбывание — Глушко
- 2004 — Шпионские игры — Зотов
- 2004 — Джокер — Валентин Владимирович Драков, отец Лены
- 2005 — Брежнев — Чазов
- 2005 — Архангел / Archangel (США) — Мамантов
- 2005 — За всё тебя благодарю — Борис
- 2005 — КГБ в смокинге — Карпеня
- 2005 — Сага древних булгар. Сказание Ольги Святой
- 2005 — Чёрный принц — офицер
- 2006 — Девять месяцев — министр
- 2006 — Противостояние — главврач, подполковник Туманов
- 2006 — Всё включено — Валерий Фёдорович Зубков
- 2006 — За всё тебя благодарю-2 — Борис
- 2006 — Карамболь — Козырев
- 2006 — Офицеры — генерал Генштаба
- 2006 — Под ливнем пуль — Туманов
- 2007 — Громовы. Дом надежды — партийный деятель, гость Валишевской
- 2007 — Иван Подушкин. Джентльмен сыска-2 — Кузьминский
- 2007 — Зачем ты ушёл? — Савицкий
- 2008 — Индиго
- 2008 — Оружие — Виктор Чубаков, генерал-майор в отставке
- 2008 — И всё-таки я люблю… — Виктор Сергеевич, отец Кати
- 2008 — Десантный батя — маршал Мазунов, заместитель министра обороны СССР
- 2008 — Стритрейсеры
- 2009 — Запрещённая реальность — Дикой
- 2009 — Дом на Озёрной — Михаил Семёнович
- 2009 — Москва.Ру — бомж
- 2009 — Пират и пиратка — Жорж
- 2009 — Участковая — Николай Михайлович Каверин
- 2009 — Десантура — больной в санатории
- 2010 — Девичник — отец Маруси
- 2011 — Морпехи — Иван Ильич Морозов, дед Виктора
- 2013 — Чистая победа
- 2013 — Третья мировая — Александр Сергеевич Бобровский в старости
- 2014 — Духless 2 — Михаил Иванович
- 2015 — Лондонград. Знай наших! — портной в ателье «Bereta»
- 2017 — По ту сторону смерти — Борис Павлович Молчанов, генерал ФСБ
- 2018 — Годунов — окольничий Никита Захарьин-Юрьев
- 2018 — Пуля Дурова — Владимир Андреевич Каюров
- 2019 — Мёртвое озеро — старик Сандибалов
- 2021 — Беспринципные — Александр Петрович
- 2021 — По ту сторону смерти-2 — Борис Павлович Молчанов, генерал ФСБ, отец Юли
- 2021 — Красные пророчества — Даниил Воскресенский, писатель
- 2022 — Начальник разведки — Стэнли

### «Фитиль»
1980 «Дело в шляпе» (Фитиль № 216)

## Живопись
Пишет картины с 1971 года (обучаться азам живописи стал в 12 лет частным образом). Первая картина была написана в 1971 году, когда актёр находился в Германии. Персональные выставки, начиная с 1983 года, проходили в Москве, Санкт-Петербурге, Лондоне. В апреле 2009 года в Государственном Центральном Музее современной истории России проходила выставка живописи «Энергетический реализм», приуроченная к 70-летию Льва Прыгунова.
Большое количество его работ приобрели частные коллекционеры из Америки, Англии и Франции, несколько полотен представлено в ряде музеев современного искусства.

## Почётные звания
- заслуженный артист РСФСР (1976);
- народный артист Российской Федерации (2013)[9].